# Abdelilah Benkirane
Abdelilah Benkirane (n. 4 de abril de 1954) é um político do Marrocos, líder do Partido da Justiça e do Desenvolvimento (Parti de la justice et du développement, PJD). Seu partido ganhou por maioria simples nas eleições ao parlamento marroquino de novembro de 2011.
Em 29 de novembro de 2011 o rei do Marrocos atribui-lhe o cargo de primeiro-ministro conforme à nova constituição de seu país.
Ele representa Salé no parlamento marroquino desde 14 de novembro de 1997. Foi eleito líder do PJD em julho do 2008, tomando o cargo de Saadeddine Othmani.